# استاروباسکاکوو
استاروباسکاکوو (انگلیسی: Starobaskakovo) یک شهرک در شهرستان کوشنارنکوفسکی جمهوری باشقیرستان در کشور روسیه است.